# Chicago
Chicago is de grootste stad in de Amerikaanse staat Illinois en het bestuurlijk centrum van Cook County. Met een inwoneraantal van 2.693.976 mensen (2019) in de stad en meer dan 9 miljoen in de metropool is Chicago na New York en Los Angeles de grootste stad van de Verenigde Staten.
De stad ligt aan de oever van het Michiganmeer, op ongeveer 300 kilometer van Illinois' hoofdstad Springfield. Chicago heeft een oppervlakte van 606 km².

## Demografie
Chicago telt circa 3 miljoen inwoners, de agglomeratie telt circa 9 miljoen inwoners. In 2015 was 32,3% van de bevolking blank (non-hispanic white), 30,7% Afro-Amerikaans en 28,9% van de bevolking was hispanic of latino. Zij komen vooral uit Mexico en Puerto Rico. Daarnaast was 6,1% van de bevolking van Aziatische afkomst. 1,7% van de bevolking was gemengde afkomst.
Er wordt wel gezegd dat Chicago de grootste Poolse stad is na Warschau. De grote Poolse gemeenschap heeft veel aan de stad bijgedragen, zowel economisch als cultureel.
11% van de bevolking is ouder dan 65 jaar. 34% van de bevolking is alleenstaand. 25% van de bevolking leeft onder de armoedegrens. 7% van de bevolking is werkloos.

## Klimaat
In januari is de gemiddelde temperatuur −5,3 °C, in juli is dat 23,9 °C. Jaarlijks valt er gemiddeld 949,5 mm neerslag (gegevens op basis van de meetperiode 1961-1990).

## Geschiedenis
In het gebied waar nu Chicago ligt, woonde oorspronkelijk de Potawatomi-stam. In de jaren-1770 vestigde zich een Franstalige handelaar in hun omgeving: Jean Baptiste Point du Sable. Hij was van Afrikaanse afkomst en vermoedelijk geboren op het latere Haïti. Hij huwde een vrouw uit de Potawatomi en kreeg twee kinderen. Zijn vestiging wordt gezien als de geboorte van Chicago.
De Indian Removal Act van 1830 werd ook in Chicago en omgeving tot uitvoering gebracht. Op 26 september 1833 werd hierover een verdrag gesloten met de opperhoofden van de Chippewa, de Odawa en de Potawatomi. Deze volkeren moesten hun gronden afstaan aan de kolonisten en zich onder papieren beloftes terugtrekken achter de Mississippi River. 
Chicago kreeg in 1837 de stadsstatus toegekend. In 1848 werd het Illinois and Michigan Canal opengesteld en maakte een bootverbinding mogelijk van de Grote Meren in Noord-Amerika naar de Mississippi en de Golf van Mexico. Door de verbinding werd Chicago een belangrijk transportknooppunt nog voordat de spoorwegen werden aangelegd. De bevolking van de stad verdrievoudigde in de volgende zes jaar.
Tussen 8 en 10 oktober 1871 werd een groot deel van de stad door brand verwoest. Van de toen 300.000 inwoners raakte een derde dakloos. Het aantal doden viel gezien de enorme omvang van de brand mee, het lag tussen de 200 en 300.
De herbouw van Chicago bracht een revolutie in de bouwkunst teweeg. De uitvinding van de lift en de elektriciteit maakte het mogelijk om kantoortorens van meer dan acht bouwlagen te ontwerpen. Driftig werd geëxperimenteerd met constructies van gietijzeren kolommen en stalen balken, van stalen skelet en van betonskelet.
Tussen 1 en 4 mei 1886 waren er grote spanningen tussen de vakbonden en de politie die uitmondden in de Haymarket Riot. Bij deze rellen werd een bom gegooid, en de leiders van de vakbondsacties werden gearresteerd en veroordeeld, sommigen van hen geëxecuteerd, hoewel er geen enkel bewijs voor hun betrokkenheid was.
In 1893 was Chicago het toneel van de Wereldtentoonstelling, die in 1933 werd herhaald.
Tijdens de drooglegging in de jaren twintig was Chicago het werkterrein van een aantal beruchte criminelen; de bekendste van hen was Al Capone. Zie ook St Valentine's Day Massacre.
Chicago had ooit het grootste openbaarvervoersnetwerk in de Verenigde Staten. In het begin van de 20e eeuw reden er meer dan 3000 trams over meer dan 1000 mijl aan spoor. Na grote fusies tussen openbaarvervoerbedrijven in de stad werd de CTA opgericht, de Chicago Transit Authority.

## Economie
Chicago kent een zeer groot zakencentrum. In de negentiende eeuw, toen de spoorwegen een groot deel van de goederen vervoerden, was Chicago het punt van vertrek van bijna alle treinen die op weg gingen naar het westen van de Verenigde Staten. Ook vandaag de dag ligt Chicago nog op een uitzonderlijk strategische positie, zowel voor trein- als autoverkeer. Deze positie heeft Chicago tot het grootste industriële centrum van Amerika gemaakt, zelfs nog groter dan New York en Los Angeles. Nabij de stad bevindt zich ook nog een zeer grote luchthaven: O'Hare International Airport. Deze luchthaven is al decennialang een van de drukste luchthavens van de wereld en telt zes start- en landingsbanen. Ook het grootste congrescentrum annex evenementenhal van de Verenigde Staten, McCormick Place, bevindt zich in Chicago.

## Kunst en cultuur
In Chicago zijn enkele van de meest vooraanstaande cultuurinstellingen ter wereld gehuisvest.

### Chicago Symphony Orchestra
Het Chicago Symphony Orchestra – CSO – geldt als een van de vijf beste en mooist klinkende ter wereld. Zij bespelen de Orchestra Hall aan South Michigan Avenue. Onder Fritz Reiner bereikte het orkest een van zijn bloeiperiodes en was vooral de muziek van Richard Strauss veelvuldig te beluisteren. Al in de jaren 50 van de twintigste eeuw maakte het CSO daarvan opnames voor het label RCA Living Stereo.
Het orkest heeft een traditie met chef-dirigenten van Europese oorsprong. Na Reiner, die van oorsprong een Hongaar was, was Georg Solti – ook Hongaar – langdurig aan het orkest verbonden en dit gold ook voor Daniel Barenboim.
Vele beroemde componisten dirigeerden eigen werk met het CSO. Al in 1903 bezocht Richard Strauss met zijn vrouw het orkest. Hij dirigeerde eigen werken waarbij zijn vrouw – die een beschermde status als sopraan had, maar helemaal niet zo goed kon zingen – enkele aria's vertolkte.
Ook Béla Bartók, Leopold Stokowski en later Pierre Boulez stonden voor het orkest.
Vanaf het concertseizoen 2006-2007 is Bernard Haitink benoemd als eerste dirigent en Pierre Boulez als dirigent emeritus.

### Opera
The Lyric Opera of Chicago is op dit moment een vooraanstaand cultuurinstituut vanwege zijn gedurfde operapresentaties. Dit is jarenlang anders geweest omdat het conservatieve repertoire de boventoon voerde. Dat komt doordat de grote geldschieters, die feitelijk de opera financieel gezond houden, jarenlang zeer dominerend in de programmaraad aanwezig waren.
De Brit Sir Andrew Davis heeft de muzikale leiding.
De opera-uitvoeringen vinden plaats in het wereldberoemde Civic Opera House aan North Wacker Drive. Het is een art-deco-gebouw dat in 1929 werd geopend.
Het operagebouw is ontsprongen aan de visie van de magnaat Samuel Insull (1859-1938), een miljardair die bekendstond als de "Prince of Electricity". Insull, president van de Chicago Civic Opera Association, wilde een nieuw operagebouw bouwen om Louis B. Sullivan's Auditorium Building op South Michigan Avenue de loef af te steken. Insull stelde dat het gebouw aan vijf doelen moest voldoen: het moest veilig zijn, de zichtlijnen moesten zeer goed zijn, de stoelen comfortabel, de omgeving en presentatie moesten onovertroffen zijn en de akoestiek zou groots moeten zijn.
Het ontwerpteam dat door Insull gekozen werd was het architectuurbureau van Graham, Anderson, Probst & White in Chicago.
Er kunnen 3500 mensen van opera genieten. Het gebouw is een soort troon: een middengedeelte met een wolkenkrabber van 45 etages met daarnaast een beide kanten kantoorgebouwen van 22 etages hoog.

### Mahalia Jackson
In 1927 kwam Mahalia Jackson, de 'koningin van de gospel', uit New Orleans, waar zij op 26 oktober 1911 was geboren, naar Chicago, waar zij, naast een baantje als bloemenverkoopster, zangeres was van gospelmuziek. Met haar beroemde We shall overcome, op 20 augustus 1963 gezongen bij het Lincoln Memorial in Washington D.C. ten overstaan van meer dan 200.000 mensen, werd zij een van de voorvechtsters van de emancipatiebeweging van de Afro-Amerikanen, naast grootheden als dominee Martin Luther King en diens vrouw Coretta Scott King, beiden lid van dezelfde baptistenkerk, en Rosa Parks.

### Blues
Chicago kan ook bestempeld worden als een van de hoofdsteden van de blues. In de jaren twintig kwam een instroom op gang van grote groepen zwarte landarbeiders uit de Mississippidelta, op zoek naar een beter bestaan. Zij brachten hun muziek mee en er ontstond een zeer levendige scene van clubs, geconcentreerd rond Maxwell Street. Begin jaren veertig begonnen deze muzikanten elektrisch versterkt te spelen en maakten opnames voor labels als Vee Jay, Aristocrat en Chess. De Chicagosound zou een beslissende rol spelen in het ontstaan van rock-'n-roll en grote invloed hebben op de Britse bands van de jaren zestig. Grote namen waren Big Bill Broonzy, Muddy Waters, Howlin' Wolf, Elmore James, Jimmy Reed, Bo Diddley en Chuck Berry.

### Oprah Winfrey
Begin jaren tachtig begon bij de lokale omroep van Chicago de talkshow van Oprah Winfrey onder de titel A.M. Chicago, vanaf 1985 The Oprah Winfrey Show. De straat waaraan de Harpostudio's, waarin de show vanaf 1990 werd opgenomen, liggen, heet sinds 2011 de Oprah Winfrey Way.

## Wetenschap
Chicago kent circa vijftien zelfstandige universiteiten. Gerenommeerd zijn vooral Northwestern University en de Universiteit van Chicago. Aan de eerstgenoemde universiteit is de Kellogg School of Business gevestigd die doorgaans als de meest gerenommeerde marketing universiteit ter wereld wordt gezien.
Aan de Universiteit van Chicago voerde de natuurkundige Enrico Fermi in het kader van het Manhattanproject de beslissende experimenten uit die leidden tot goedkeuring voor het project voor de ontwikkeling van de atoombom tijdens de Tweede Wereldoorlog. In de economische wetenschappen is de Chicago School een begrip: onder die namen wordt een aantal economen verenigd die een neo-liberale visie op de economie hebben ontwikkeld. Met name vallen hier de conservatief Thomas Sowell en de monetarist Milton Friedman te noemen. Ook voor de sociologie en aanverwante disciplines (sociale filosofie en sociale psychologie) heeft de Chicago School veel betekend. Enkele prominente sociale wetenschappers die in verband gebracht worden met de Chicago School zijn oprichter Albion Small, maar wellicht bekender: G.H. Mead, W. I. Thomas, Robert Park, Ernest Burgess en Herbert Blumer. Laatstgenoemde heeft in grote mate bijgedragen aan het ontstaan van het Symbolisch Interactionisme
Verder heeft Chicago de Loyola University, opgericht door de Jezuïeten en andere universiteiten zoals de University of Illinois in Chicago, de grootste opleider van medici in de Verenigde Staten, en DePaul University, een kleinere privé-universiteit.

## Sport
Chicago heeft vijf sportclubs die uitkomen in een van de vier grootste Amerikaanse profsporten. Het gaat om:
- Chicago Blackhawks (ijshockey)
- Chicago Bears (American football)
- Chicago Cubs (honkbal)
- Chicago White Sox (honkbal)
- Chicago Bulls (basketbal)

Daarnaast speelt voetbalclub Chicago Fire in de Major League Soccer.
Het stadion Soldier Field van de Chicago Bears werd in 1994 gebruikt voor het Wereldkampioenschap voetbal. Zo won Duitsland er de openingswedstrijd met 1-0 van Bolivia.
Chicago was kandidaat voor de Olympische Zomerspelen van 2016, maar ze werden toegewezen aan Rio de Janeiro.

## Bezienswaardigheden
- Adler Planetarium
- Aon Center
- Art Institute of Chicago
- Chicago Water Tower
- Cloud Gate
- Field Museum of Natural History
- Grant Park
- Hilton Chicago
- John Hancock Center (vernoemd naar staatsman John Hancock)
- Lincoln Park
- Magnificent Mile
- Millennium Park
- Monadnock Building
- Museum of Contemporary Art
- Museum of Science and Industry
- Shedd Aquarium
- Six Flags Great America
- Willis Tower (van 1973 tot 1997 het hoogste gebouw ter wereld; sindsdien het hoogste gebouw in Noord-Amerika)

## Transport
Het openbaar vervoer in Chicago bestaat uit een uitgebreid busnetwerk, de metro van Chicago en Metra (voorstadsnetwerk van forensentreinen).
Ook nationaal gezien is Chicago een belangrijk knooppunt met nationale treinen vanaf Chicago Union Station (Amtrak en Metra), de luchthaven Chicago O'Hare en de haven van Chicago.

## Bijzonderheden
- Chicago is een van de grootste spoorwegknooppunten ter wereld.
- De Chicago-rivier is een van de weinige rivieren ter wereld waarvan de stroomrichting kunstmatig is omgedraaid.
- Chicago's O'Hare International Airport is een van de grootste luchthavens ter wereld
- Chicago's bijnaam is de "windy city". Vaak wordt het verband met de sterke wind vanaf het Michiganmeer gelegd. Een alternatieve uitleg is echter dat rond het eind van de 19e eeuw de politici uit Chicago zoveel over hun stad opschepten dat buiten Chicago vaak gesteld werd dat mensen uit Chicago overdrijven (Engels: "blow a lot of wind").

## Stedenbanden
| - Accra (Ghana), sinds 1988 - Amman (Jordanië), sinds 2004 - Athene (Griekenland), sinds 1997 - Belgrado (Servië), sinds 2005 - Birmingham (Verenigd Koninkrijk), sinds 1993 - Busan (Zuid-Korea), sinds 2007 - Casablanca (Marokko), sinds 1982 - New Delhi (India), sinds 2001 - Durban (Zuid-Afrika), sinds 1973 - Galway (Ierland), sinds 1997 - Göteborg (Zweden), sinds 1987 - Hamburg (Duitsland), sinds 1994 - Kiev (Oekraïne), sinds 1991 - Lahore (Pakistan), sinds 2007 |  | - Luzern (Zwitserland), sinds 1998 - Mexico-Stad (Mexico), sinds 1991 - Milaan (Italië), sinds 1973 - Moskou (Rusland), sinds 1997 - Osaka (Japan), sinds 1973 - Parijs (Frankrijk), sinds 1996 - Petach Tikwa (Israël), sinds 1994 - Praag (Tsjechië), sinds 1990 - Shanghai (China), sinds 1985 - Shenyang (China), sinds 1985 - Toronto (Canada), sinds 1991 - Vilnius (Litouwen), sinds 1993 - Warschau (Polen), sinds 1960 |

## Plaatsen in de nabije omgeving
De onderstaande figuur toont nabijgelegen plaatsen in een straal van 12 km rond Chicago.

## Galerij

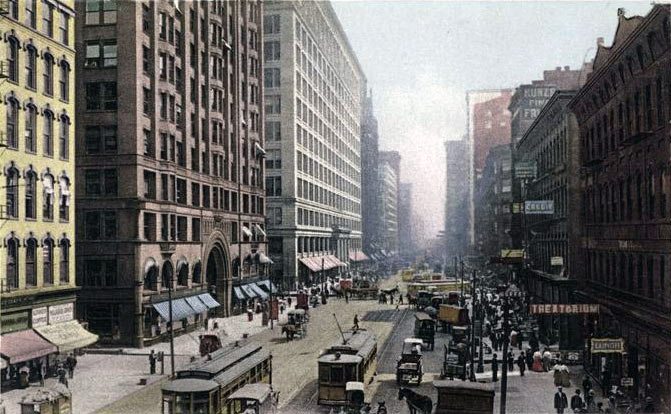
State Street, Chicago in 1907
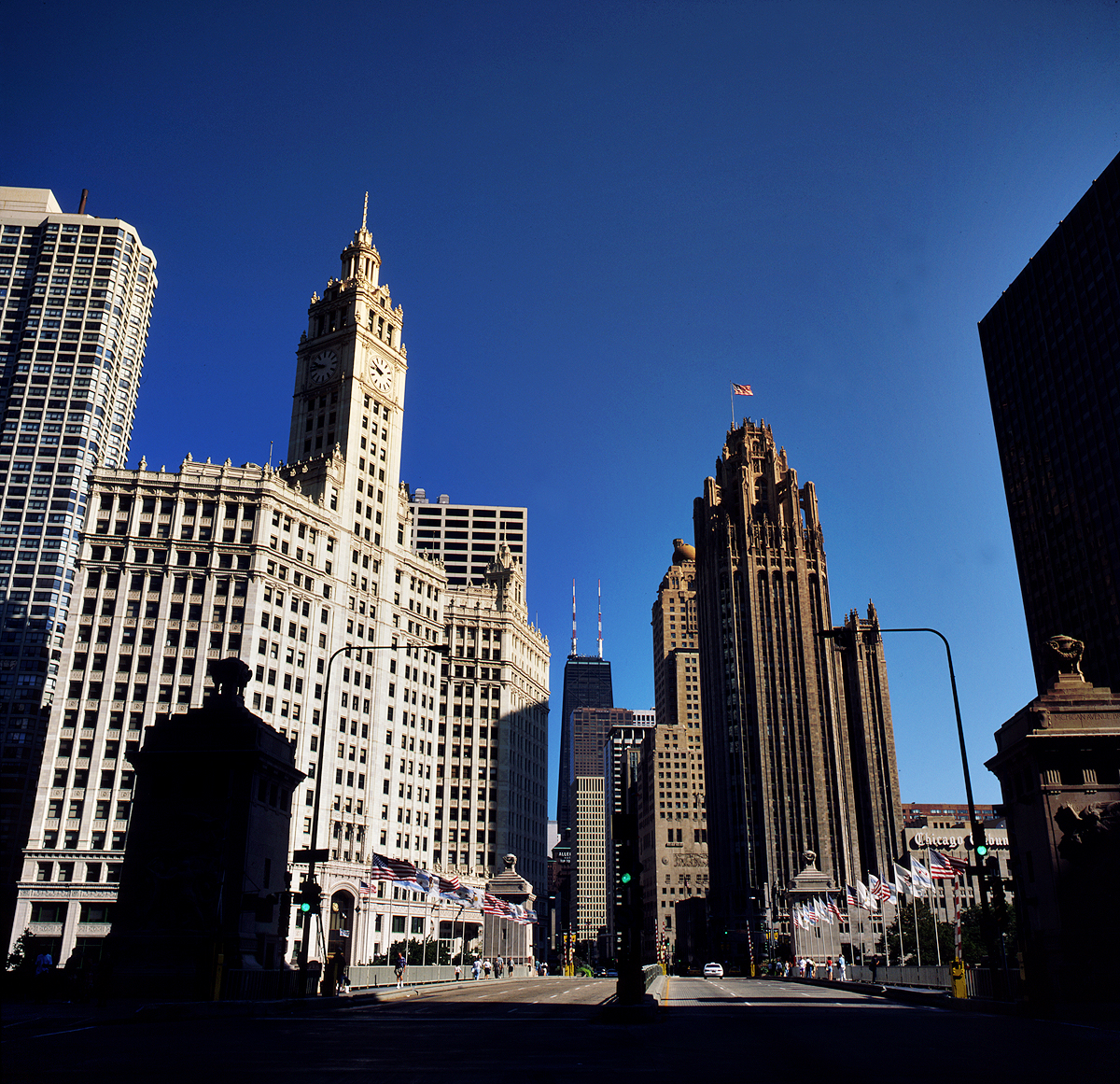
Gezicht op Michigan Avenue bij de Michigan Avenue Bridge; links het Wrigley Building en rechts de Tribune Tower
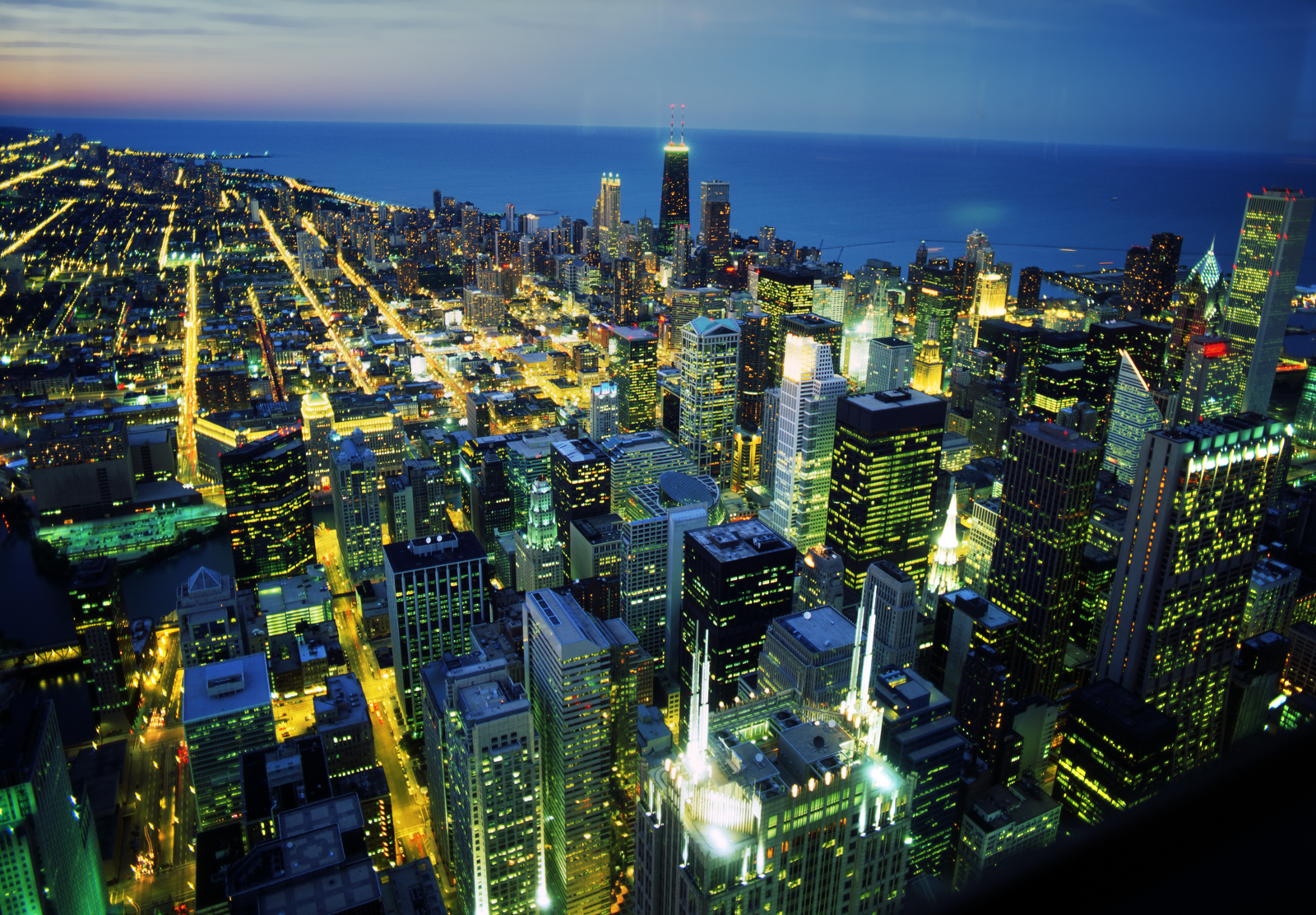
Downtown Chicago ('The Loop') gezien vanaf de Willis Tower, het hoogste gebouw rechts van het midden is het John Hancock Center
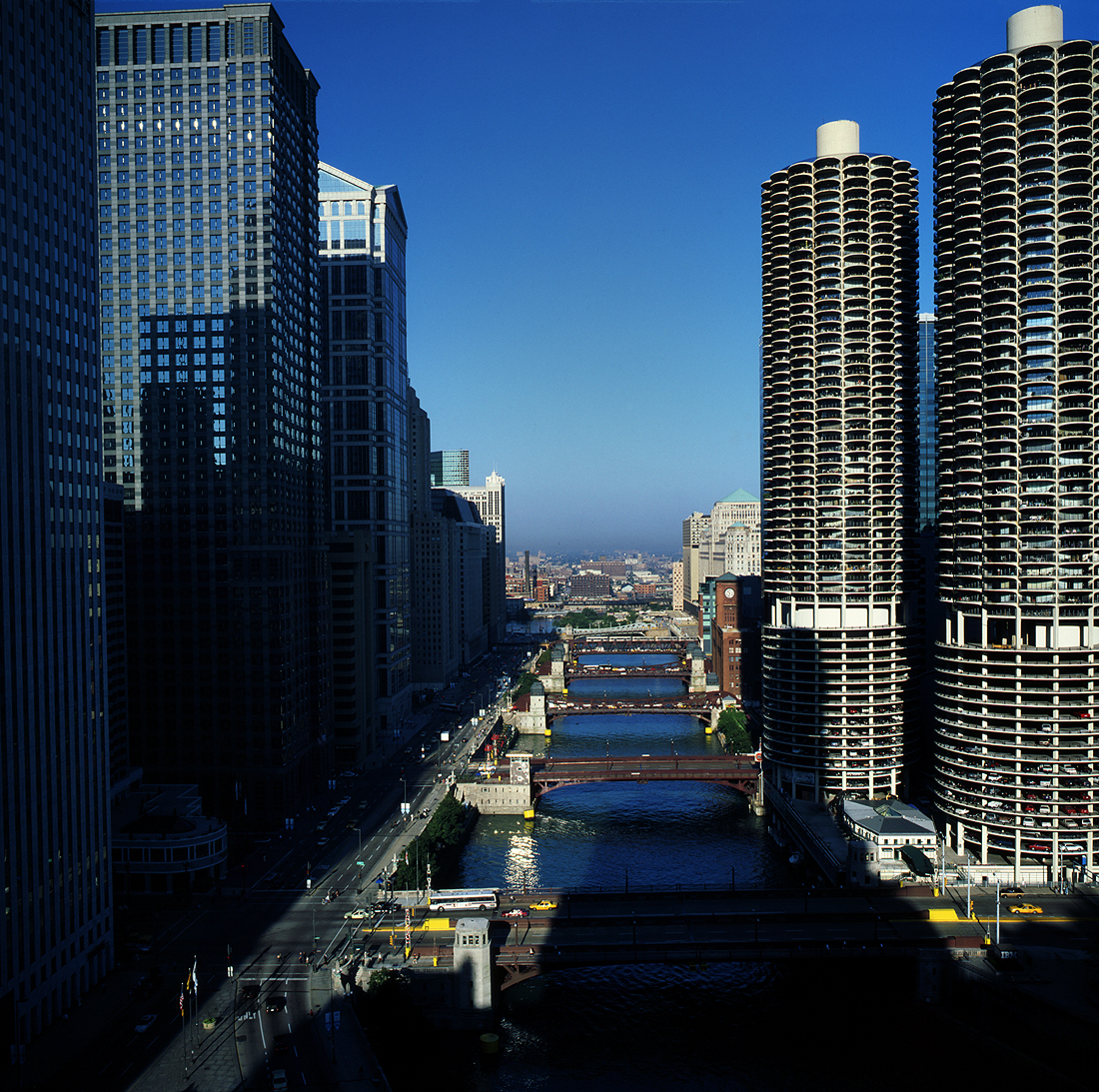
Gezicht op Chicago River westwaarts met rechts de Marina Towers
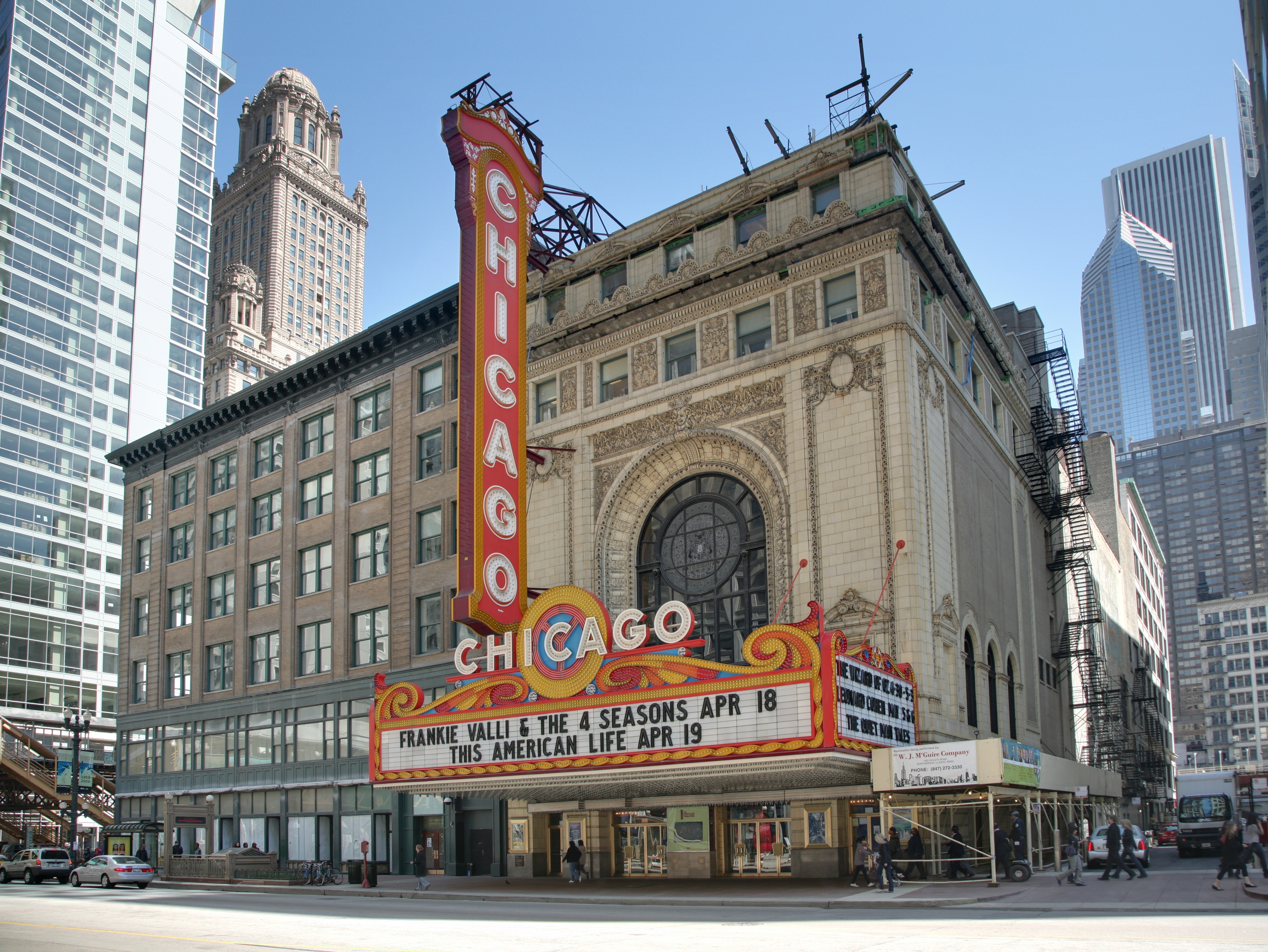
Voorkant van Chicago Theatre in de Loop
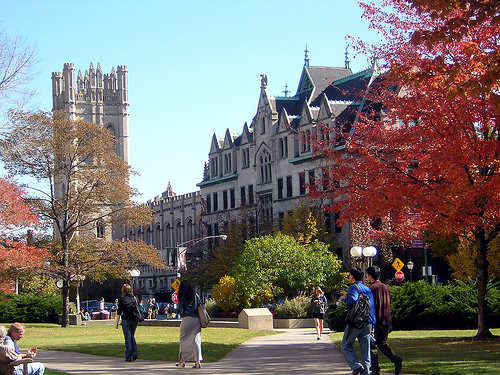
Campus van de Universiteit van Chicago
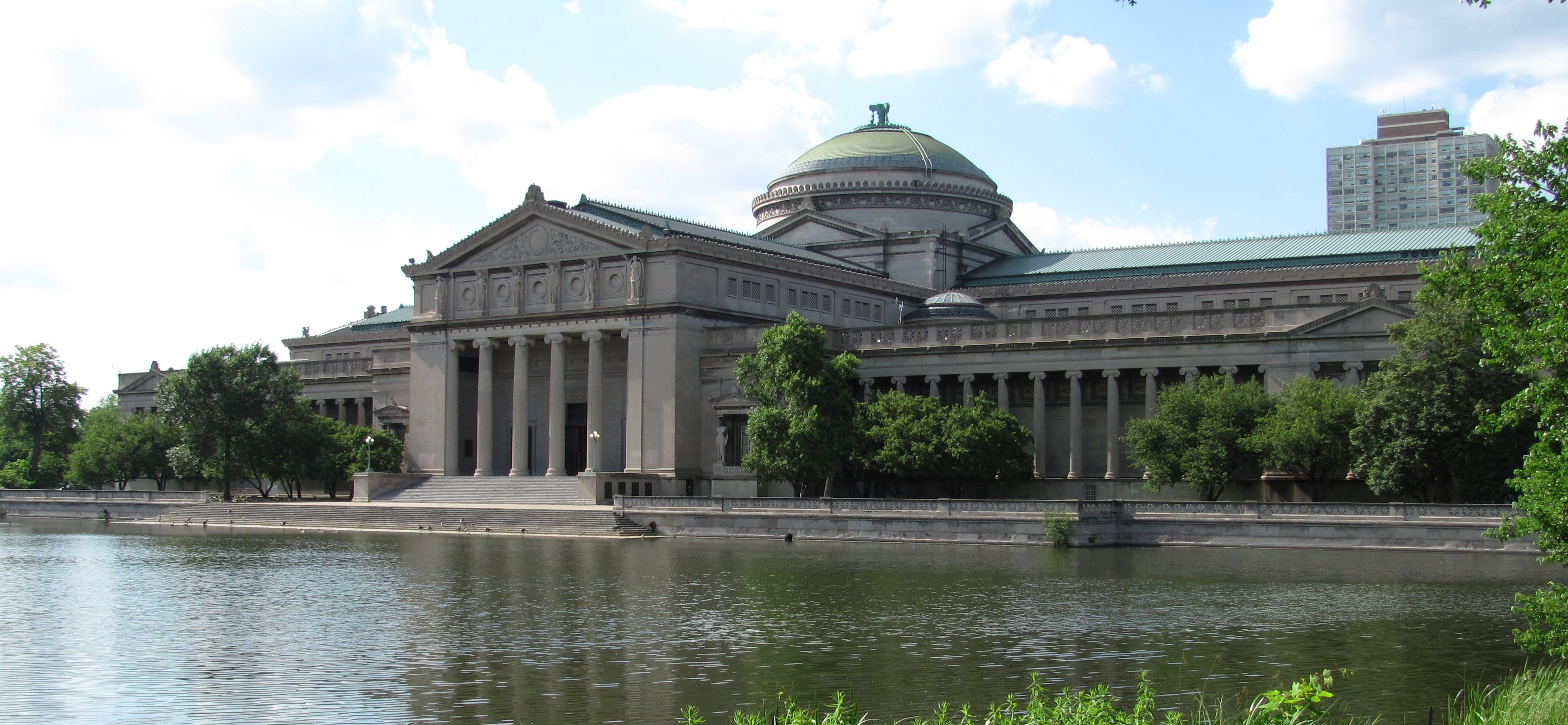
Museum of Science and Industry
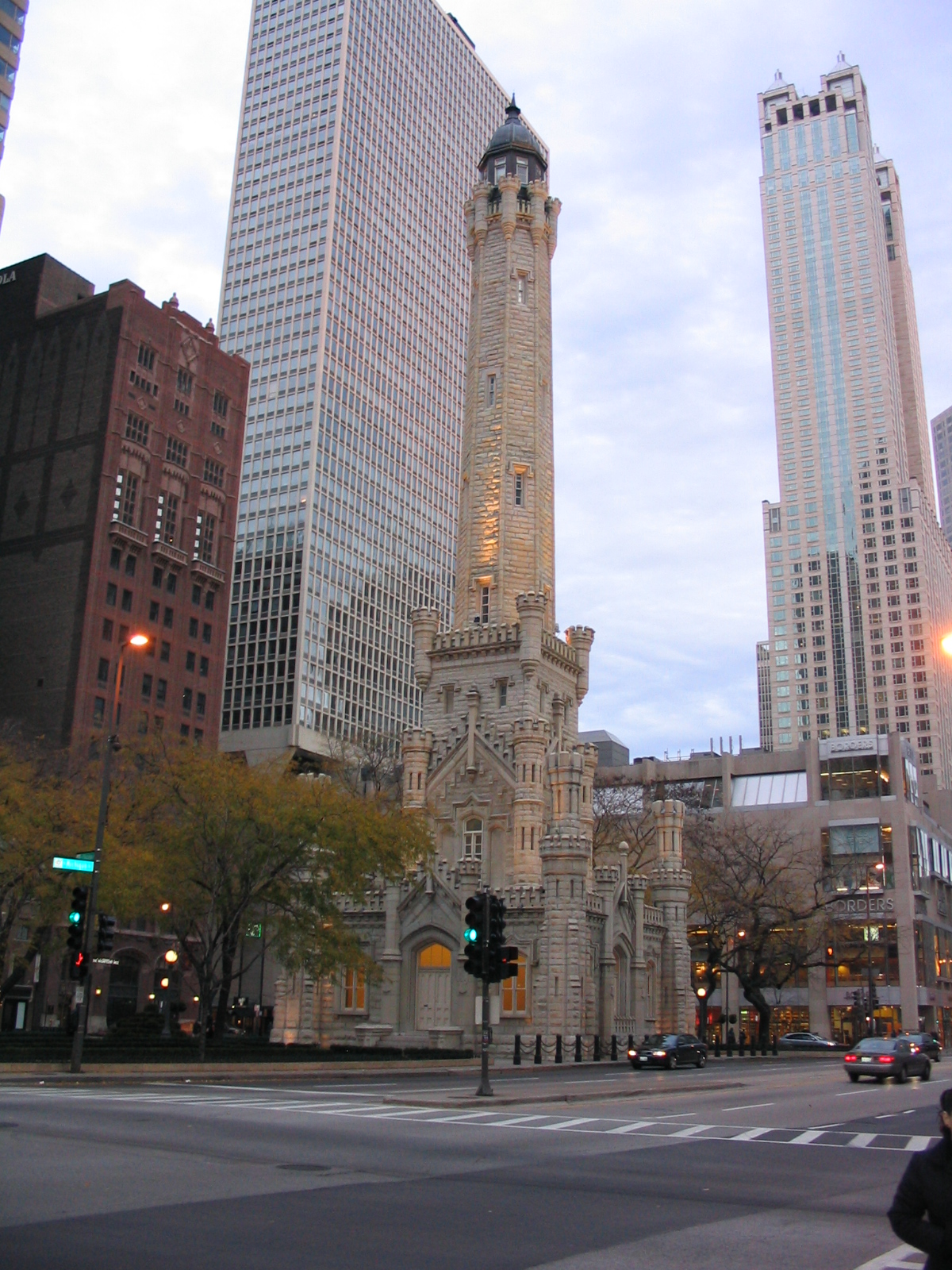
Chicago Water Tower
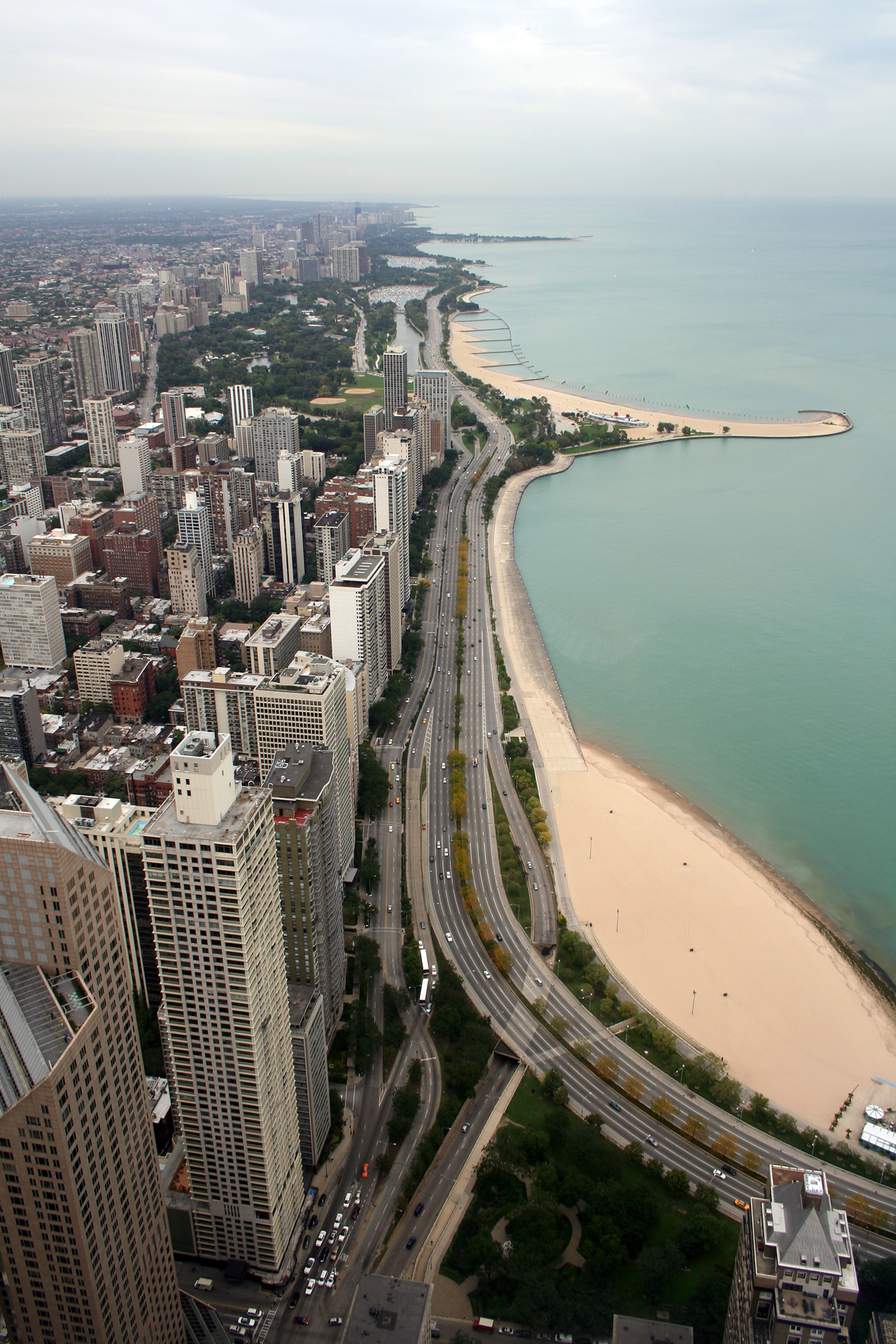
North Lakeshore Drive, een belangrijke verkeersader in Chicago. Foto genomen vanaf het John Hancock Building